# Hervormde kerk (Herveld)
De Hervormde kerk is een kerkgebouw in het Nederlandse dorp Herveld, provincie Gelderland. De kerk wordt gebruikt door de Protestantse Gemeente Herveld en Slijk-Ewijk.

## Geschiedenis
De oudste vermelding van een kerk te Herveld is rond 1200, als er een lijst met tienden wordt opgesteld voor het kapittel van de Utrechtse dom. 
In 1395 staat de kerk vermeld op de kerkenlijst van de Utrechtse dom.
In 1795 brandde de kerk uit.
In september 1947 ontstond brand in de kerktoren na een ongelukje door een loodgieter. Hierbij gingen de spits en het orgel verloren. Van 1949 tot 1953 werden kerk en toren hersteld, en in 1957-1958 vond een restauratie van de toren plaats. Begin 21e eeuw heeft er opnieuw een restauratie plaatsgevonden die in 2009 werd afgesloten.

## Beschrijving
De tufstenen rechtstanden van de triomfboog behoren tot oudste delen van de kerk en dateren uit de 12e eeuw. Waarschijnlijk zijn het de restanten van het koor van de oorspronkelijke kerk. In de 13e/14e eeuw is deze kerk uitgebreid met dwarspanden. Het tegenwoordige koor is daar in de 14e/15e eeuw tegenaan gebouwd. De aanvankelijk pseudobasicale kerk werd in de 15e eeuw aangepast door de zijbeuken en de dwarspanden te verhogen, zodat een driebeukige hallenkerk ontstond. De laatste toevoeging was de toren, die eind 15e eeuw of begin 16e eeuw tegen de kerk werd aangebouwd.

### Toren
De toren kent drie geledingen. De onderste bestaat uit tufsteen, terwijl de tweede geleding is opgebouwd uit afwisselend drie lagen baksteen en twee lagen tufsteen. De bovenste geleding bestaat vrijwel volledig uit baksteen. De achtzijdige spits heeft een dak van leisteen. Tegen de toren is een traptorentje geplaatst.
Van de twee 17e-eeuwse klokken is één exemplaar tijdens de Tweede Wereldoorlog door de Duitse bezetter weggevoerd. De overgebleven klok dateert uit 1643 en is gegoten door Johan Philipsen. Bij de torenbrand van 1947 viel deze klok naar beneden maar liep nauwelijks schade op.

### Schip en koor
Het bakstenen schip kent drie traveeën, waarvan de achterste oorspronkelijk het dwarsschip was. Het schip kent een stenen overwelving.
Het koor heeft een stenen kruisribgewelf.
In de kerk bevinden zich een 17e-eeuwse preekstoel en 18e-eeuwse herenbanken. Deze banken behoorden toe aan het Huis Loenen. Het orgel is in 1977 gebouwd door de firma Blank.
In 1927 zijn fragmenten van muurschilderingen ontdekt.